# Бретби, Джон Рендалл
Джон Рендалл Бретби (англ. John Randall Bratby, 1928—1992) — британский, английский художник и писатель. Один из основателей художественного направления 1950—1960-х годов, известного как Школа кухонной мойки (англ. Kitchen Sink School).

## Биография
Бретби творит, как будто у него остался только один день жизни. Он рисует пакет кукурузных хлопьев на замусоренном кухонном столе, как будто бы это — часть Тайной вечери.— Джон Бёрджер
Джон Рендалл Бретби родился в 1928 году в Уимблдоне, пригороде Лондона. После получения среднего образования с 1951 по 1954 год учился в Королевском колледже искусств. Следующие три года работал тьютором при этом образовательном учреждении. Уже в этот период он прославился своими интерпретациями работ Уолтера Сикерта периода творческого объединения Кэмден Таун. В своих же картинах, достаточно типичных для экспрессионизма, Бретби часто обращался как к написанию портретов своих близких, так и созданию образов самых простых предметов повседневного быта кухонь, ванных и туалетных комнат. Вскоре после опубликования в 1954 году статьи-рецензии на его работы с заголовком «Реализм кухонной мойки» (англ. kitchen sink realism), он невольно дал название целому художественному направлению не только в изобразительном искусстве, но и в драматургии, театре, кино. В 1958 году его произведения были использованы в качестве коллекции вымышленного художника Джимсона из фильма «Устами художника».
С увеличением популярности поп-арта востребованность творчества Джона Бретби значительно снизилась, однако некоторые поклонники, среди которых, например, Пол Маккартни, продолжали коллекционировать его картины. В 1971 году Джон Бретби был избран членом Королевской академии художеств. В 1960—1970-х годах много работал над портретами знаменитостей, позже серия этих работ была названа «Зал славы» (англ. Hall of Fame). В 1980-х годах увлёкся городскими пейзажами.
Скончался в 1992 году.

## Дополнительная информация
Фрагмент картины Джона Бретби был использован при оформлении альбома Марка Нопфлера 2007 года «Kill to Get Crimson».